# إيزيدورو رويز
إيزيدورو رويز هو سياسي مكسيكي، ولد في 19 يونيو 1955 في مدينة مكسيكو في المكسيك. نشط حزبياً في حزب الثورة الديمقراطية. وقد انتخب عضو مجلس النواب المكسيك ‏.